# Fundação de Previdência Complementar do Servidor Público Federal do Poder Judiciário
A Fundação de Previdência Complementar do Servidor Público Federal do Poder Judiciário, ou Funpresp-Jud, é a instituição responsável pela previdência complementar dos membros e dos servidores públicos titulares de cargo efetivo do Poder Judiciário da União, do Ministério Público da União e do Conselho Nacional do Ministério Público.

## História
A Fundação de Previdência Complementar do Servidor Público Federal do Poder Judiciário (Funpresp-Jud) foi criada pela Resolução STF nº 496, de 25/10/2012, com a finalidade de administrar e executar planos de benefícios de caráter previdenciário para os membros e os servidores públicos titulares de cargo efetivo do Poder Judiciário da União, do Ministério Público da União e do Conselho Nacional do Ministério Público.

## Funcionamento
A Funpresp-Jud é uma entidade fechada, sem fins lucrativos e com autonomia administrativa, financeira e gerencial, nos termos da Lei nº 12.618, de 30/4/2012, e possui uma estrutura organizacional composta pelo Conselho Deliberativo, Conselho Fiscal e Diretoria Executiva.